# Nyíregyháza (distrikt)
Nyíregyháza är ett distrikt i Ungern. Det ligger i provinsen Szabolcs-Szatmár-Bereg, i den nordöstra delen av landet, 200 km öster om huvudstaden Budapest.